# Laia Aguilar Sariol
Laia Aguilar Sariol, més coneguda com a Laia Aguilar (Barcelona, 1976), és una escriptora, guionista de sèries de televisió i professora catalana.

## Biografia
Llicenciada en Comunicació Audiovisual per la Universitat Ramon Llull, a més d'escriptora, és professora de l'Escola d'Escriptura de l'Ateneu Barcelonès i guionista de sèries de televisió. En el món de la televisió ha treballat en projectes diversos com ara El cor de la ciutat, Ventdelplà, El Príncipe o Merlí, entre d'altres. Anteriorment va publicar la novel·la Les bruixes de Viladrau (Ara Llibres) i Pare de família busca... (Al Revés). El 2016 va guanyar el Premi Carlemany per al foment de la lectura, amb l'obra Wolfgang (extraordinari). Wolfgang, la seva novel·la més personal, és una novel·la juvenil protagonitzada per un nen d'onze anys, Wolfgang, amb un coeficient intel·lectual de 152, al qual li agrada fer llistes de coses impossibles, conèixer com es podria viatjar a Neptú i pensar que algun dia es convertirà en un gran pianista, entre altres accions. Després de Wolfgang (Columna, 2017), va publicar la seva segona novel·la juvenil, Juno (Fanbooks, 2018) que fa d'altaveu de la solitud i la desesperança dels menors tutelats, explicant la vida d'una adolescent desemparada i enrabiada. El 2020 va rebre el Premi Josep Pla de narrativa per Pluja d'estels (Destino, 2020), una novel·la per a adults que relata el retrobament d'un grup d'amics, un cap de setmana, al cap de Creus, anys després d'un incident tràgic.

## Obres
- 2008: Les bruixes de Viladrau. Ara Llibres.
- 2014: Pare de família busca... Al Revés.
- 2017: Wolfgang (extraordinari). Columna. Premi Carlemany per al foment de la lectura 2016.
- 2018: Juno. Fanbooks
- 2019: Wolfgang. El secret del pare. Grup 62
- 2020: Pluja d'estels. Destino. Premi Josep Pla de narrativa 2020.